# Villey-le-Sec
Villey-le-Sec és un municipi francès situat al departament de Meurthe i Mosel·la i a la regió del Gran Est. L'any 2007 tenia 410 habitants.

## Demografia

### Població
El 2007 la població de fet de Villey-le-Sec era de 410 persones. Hi havia 147 famílies, de les quals 24 eren unipersonals (8 homes vivint sols i 16 dones vivint soles), 41 parelles sense fills, 66 parelles amb fills i 16 famílies monoparentals amb fills.
La població ha evolucionat segons el següent gràfic:
Habitants censats

### Habitatges
El 2007 hi havia 192 habitatges, 147 eren l'habitatge principal de la família, 33 eren segones residències i 12 estaven desocupats. 175 eren cases i 8 eren apartaments. Dels 147 habitatges principals, 129 estaven ocupats pels seus propietaris, 14 estaven llogats i ocupats pels llogaters i 3 estaven cedits a títol gratuït; 3 tenien dues cambres, 14 en tenien tres, 27 en tenien quatre i 103 en tenien cinc o més. 113 habitatges disposaven pel capbaix d'una plaça de pàrquing. A 50 habitatges hi havia un automòbil i a 90 n'hi havia dos o més.

### Piràmide de població
La piràmide de població per edats i sexe el 2009 era:
| Homes | Edats   | Dones |
| ----- | ------- | ----- |
| 0     | 95 o +  | 0     |
| 0     | 90 a 94 | 0     |
| 0     | 85 a 89 | 0     |
| 0     | 80 a 84 | 0     |
| 4     | 75 a 79 | 0     |
| 8     | 70 a 74 | 20    |
| 4     | 65 a 69 | 0     |
| 8     | 60 a 64 | 4     |
| 8     | 55 a 59 | 8     |
| 12    | 50 a 54 | 16    |
| 12    | 45 a 49 | 20    |
| 16    | 40 a 44 | 12    |
| 16    | 35 a 39 | 24    |
| 4     | 30 a 34 | 12    |
| 4     | 25 a 29 | 4     |
| 4     | 20 a 24 | 4     |
| 28    | 15 a 19 | 4     |
| 28    | 10 a 14 | 16    |
| 8     | 5 a 9   | 12    |
| 4     | 0 a 4   | 12    |

## Economia
El 2007 la població en edat de treballar era de 254 persones, 204 eren actives i 50 eren inactives. De les 204 persones actives 195 estaven ocupades (107 homes i 88 dones) i 8 estaven aturades (3 homes i 5 dones). De les 50 persones inactives 12 estaven jubilades, 23 estaven estudiant i 15 estaven classificades com a «altres inactius».

### Ingressos
El 2009 a Villey-le-Sec hi havia 146 unitats fiscals que integraven 406 persones, la mediana anual d'ingressos fiscals per persona era de 21.340,5 €.

### Activitats econòmiques
Dels 10 establiments que hi havia el 2007, 1 era d'una empresa de fabricació de material elèctric, 1 d'una empresa de construcció, 1 d'una empresa de comerç i reparació d'automòbils, 3 d'empreses d'hostatgeria i restauració, 1 d'una empresa d'informació i comunicació, 1 d'una empresa de serveis i 2 d'entitats de l'administració pública.
Dels 2 establiments de servei als particulars que hi havia el 2009, 1 era un guixaire pintor i 1 restaurant.

## Equipaments sanitaris i escolars
El 2009 hi havia una escola elemental.

## Poblacions més properes
El següent diagrama mostra les poblacions més properes.